# Wir sind die Meiers
Wir sind die Meiers ist eine deutsche Fernsehserie des ZDF, die erstmals im Juni 2023 ausgestrahlt wurde.

## Handlung
In der Comedy-Fernsehserie um die fiktiven Figuren mit dem gemeinsamen Familiennamen Meier schlüpft das 13-köpfige Ensemble in mehrere Rollen und verkörpert von der jugendlichen Influencerin über den Spitzenpolitiker oder von der Pornoregisseurin und der „Ballermann“-Sängerin bis hin zum großelterlichen Verschwörungstheoretiker eine ganze Menge skurriler Personen. Ergänzt werden die kurzen Handlungen mit einer „Familientherapie“, bei der einige wiederkehrende Meier-Figuren in einem Stuhlkreis zusammensitzen und diskutieren, ebenso wie eine kurze Webkonferenz am Ende einer Episode, bei der beiläufig letzte „familiäre“ Unklarheiten besprochen werden. Die Figuren der Familie Meier verbindet auch ein unregelmäßiger Leberfleck, der im Gesicht an jeweils verschiedenen Stellen sichtbar ist.

## Produktionsnotizen
Die Serie wurde vom 1. März 2023 bis zum 17. April 2023 in Köln und Umgebung gedreht. Mit Matthias Matschke, Holger Stockhaus, Valerie Niehaus, Bettina Lamprecht und Jasmin Schwiers spielen Schauspielerinnen und Schauspieler der ZDF-Comedy-Serie Sketch History und der Filmkomödie Die Geschichte der Menschheit – leicht gekürzt wieder zusammen.

## Folgenübersicht
| Folge | Name                                   | Erstausstrahlung | Zuschauer            |
| ----- | -------------------------------------- | ---------------- | -------------------- |
| S1.E1 | Brutal Emotional                       | 23. Juni 2023    | 1,46 Mio. (7,8 % MA) |
| S1.E2 | Bereit für Lesson No. 2?               | 30. Juni 2023    | 1,30 Mio. (7,4 % MA) |
| S1.E3 | Die Fuge muss respektiert werden       | 7. Juli 2023     | 1,13 Mio. (6,6 % MA) |
| S1.E4 | Erfolg ist eine Frage der Perspektive  | 14. Juli 2023    | 1,41 Mio. (8,3 % MA) |
| S1.E5 | Glotisschlag in die Fresse             | 28. Februar 2023 | 1,20 Mio. (7,0 % MA) |
| S1.E6 | Wo ist der Plattschwanzgecko?          | 21. Juli 2023    | 0,92 Mio. (5,4 % MA) |
| S1.E7 | Alphas cremen nicht                    | 4. August 2023   | 0,94 Mio. (5,1 % MA) |
| S1.E8 | Heul doch                              | 4. August 2023   | 0,64 Mio. (4,0 % MA) |
| S1.E9 | Jetzt kriegt ihr mal ’ne richtige Show | 4. August 2023   |                      |